# رمضانعلی صادق‌زاده
رمضان‌علی صادق‌زاده (زادهٔ ۱۳۳۷ در رشت) نمایندهٔ حوزهٔ انتخابیهٔ رشت در دورهٔ هفتم مجلس شورای اسلامی بوده‌است.
وی همچنین عضو هیئت علمی دانشکده مهندسی برق و کامپیوتر دانشگاه صنعتی خواجه نصیرالدین طوسی است.

## فعالیت دانشگاهی
در سال ۱۹۸۴ میلادی مدرک مهندسی خود را در رشتهٔ مهندسی مخابرات از دانشکدهٔ مخابرات تهران اخذ کرد.
سپس وی برای ادامهٔ تحصیلات به انگلستان رفت و کارشناسی ارشد و دکترا را از دانشگاه بردفورد اخذ کرد؛ و در نهایت در سال ۱۹۹۷ به درجهٔ فوق دکترا رسید.